# Выборы в Сенат США в Орегоне (2022)
Выборы в Сенат США в Орегоне состоялись 8 ноября 2022 года. Победитель представит штат в верхней палате Конгресса США. Действующий сенатор-демократ Рон Уайден баллотировался вновь. По результатам всеобщих выборов Уайден был переизбран на пятый срок.

## Праймериз Демократической партии

### Кандидаты

#### Номинант
- Рон Уайден — действующий сенатор США от штата Орегон (с 1996 года)[2]

#### Участники праймериз
- Уилл Барлоу — бывший член Совета директоров по электрике и лифтам[4][5]
- Брент Томпсон[6]

### Результаты

Результаты по округам

Результаты по округам:

| Кандидат | Кандидат             | Партия          | Голосов | %     |
| -------- | -------------------- | --------------- | ------- | ----- |
|          | Рон Уайден (действ.) | Демократическая | 439 665 | 89,38 |
|          | Уилл Барлоу          | Демократическая | 35 025  | 7,12  |
|          | Брент Томпсон        | Демократическая | 17 197  | 3,50  |
| Всего    | Всего                | Всего           | 491 887 | 100   |

## Праймериз Республиканской партии

### Кандидаты

#### Номинант
- Джо Рей Перкинс[англ.] — бывший председатель Республиканской партии округа Линн, вечный кандидат[8]

#### Участники праймериз
- Джейсон Биб — мэр Прайнвилла[9]
- Кристофер Кристенсен[6]
- Сэм Палмер — комиссар округа Грант[6][10]
- Ибра Тахер — философ, активист движения за мир, кандидат в Сенат США (2020)[11]
- Роберт Флеминг[6]
- Дарин Харбик — бизнесмен[6][12]

#### Отказавшиеся от выдвижения
- Алек Скарлатос[англ.] — бывший солдат Национальной гвардии Орегона[англ.], кандидат в Палату представителей от 4-го округа Орегона (2020) (баллотируется в Палату представителей)[13]

### Результаты
| Кандидат | Кандидат             | Партия          | Голосов | %     |
| -------- | -------------------- | --------------- | ------- | ----- |
|          | Джо Рей Перкинс      | Республиканская | 115 701 | 33,32 |
|          | Дарин Харбик         | Республиканская | 107 506 | 30,95 |
|          | Сэм Палмер           | Республиканская | 42 703  | 12,30 |
|          | Джейсон Биб          | Республиканская | 39 456  | 11,36 |
|          | Кристофер Кристенсен | Республиканская | 28 433  | 8,19  |
|          | Роберт Флеминг       | Республиканская | 6821    | 1,96  |
|          | Ибра Тахер           | Республиканская | 6659    | 1,92  |
| Всего    | Всего                | Всего           | 347 279 | 100   |

## Праймериз Либертарианской партии
Либертарианские праймериз состоялись 17 июня 2022 года, через месяц после основных партийных праймериз.

### Кандидаты

#### Снявшиеся с выборов
- Джон Ньютон — пивовар[14]

#### Участники праймериз
- Уилл Хобсон

## Независимые кандидаты

#### Снявшиеся с выборов
- Томас Верде — специалист по контрактам[5][15][16]
- Брет Вествуд

## Партия зелёных

#### Номинант
- Дан Пулджу[17]

## Всеобщие выборы

### Предвыборная статистика
Обозначения:
- Р — равенство
- НП — небольшое преимущество
- ДП — достаточное преимущество
- СП — существенное, но преодолимое преимущество
- ОП — огромное преимущество

| Источник                  | Рейтинг | По состоянию на: |
| ------------------------- | ------- | ---------------- |
| The Cook Political Report | ОП (Д)  | 22 сентября 2022 |
| Inside Elections          | ОП (Д)  | 23 сентября 2022 |
| Sabato's Crystal Ball     | ОП (Д)  | 31 августа 2022  |
| Politico                  | ОП (Д)  | 5 сентября 2022  |
| RealClearPolitics         | ОП (Д)  | 20 сентября 2022 |
| Fox News                  | ОП (Д)  | 20 сентября 2022 |
| DDHQ                      | ОП (Д)  | 12 сентября 2022 |
| 538                       | ОП (Д)  | 22 сентября 2022 |
| The Economist             | ОП (Д)  | 15 сентября 2022 |

### Опросы
| Источник опроса       | Период проведения            | Размер выборки | Уровень погрешности | Рон Уайден (Д) | Джо Рей Перкинс (Р) | Другие | НИ |
| --------------------- | ---------------------------- | -------------- | ------------------- | -------------- | ------------------- | ------ | -- |
| Data for Progress (D) | 1–6 ноября 2022              | 1393 (ПИ)      | ±3,0%               | 56%            | 42%                 | 2%     | –  |
| Emerson College       | 31 октября — 1 ноября 2022   | 975 (ПИ)       | ±3,1%               | 51%            | 34%                 | 7%     | 8% |
| Data for Progress (D) | 16–18 октября 2022           | 1021 (ПИ)      | ±3,0%               | 51%            | 40%                 | 3%     | 7% |
| Civiqs                | 15–18 октября 2022           | 804 (ПИ)       | ±4,3%               | 55%            | 38%                 | 5%     | 2% |
| Emerson College       | 29 сентября – 1 октября 2022 | 796 (ПИ)       | ±3,4%               | 51%            | 32%                 | 8%     | 9% |

### Результаты
| Кандидат | Кандидат             | Партия                       | Голосов   | %     |
| -------- | -------------------- | ---------------------------- | --------- | ----- |
|          | Рон Уайден (действ.) | Демократическая              | 1 076 424 | 55,83 |
|          | Джо Рей Перкинс      | Республиканская              | 788 991   | 40,92 |
|          | Крис Генри           | Прогрессивная партия Орегона | 36 883    | 1,91  |
|          | Дан Пулджу           | Партия зелёных Орегона       | 23 454    | 1,22  |
|          | Вписанный кандидат   | Вписанный кандидат           | 2197      | 0,12  |
| Всего    | Всего                | Всего                        | 1 927 949 | 100   |